# Francisco Campos
Pour le coureur cycliste portugais, voir Francisco Campos (cyclisme). Pour les homonymes, voir Campos.
Francisco Luís da Silva Campos (Dores do Indaiá, 18 novembre 1891 — Belo Horizonte, 1er novembre 1968) était un juriste et politicien brésilien, connu pour avoir participé de près à la rédaction de la Constitution de 1937 établissant l'Estado Novo de Getúlio Vargas puis, près de trente ans après, pour avoir élaboré les Actes institutionnels no 1 et 2 de la dictature militaire. Partisan du positivisme juridique, c'était aussi un fort soutien de l'autoritarisme et de la concentration du pouvoir dans les mains de l'exécutif d'une part, et d'autre part du pouvoir fédéral central.

## Débuts dans le Minas Gerais
Fils d'un juge, Jacinto Álvares da Silva Campos, il venait d'une famille riche du Minas Gerais, issu du côté paternel de la fazendeira Joaquina de Pompéu (pt) marié au neveu du bandeirante Antônio Rodrigues Velho, l'un des fondateurs de Pitangui (Minas Gerais) au début du XVIIIe siècle. Francisco Campos fit ses études secondaires à Sabará et Ouro Preto, avant de s'inscrire en 1910 à la faculté de droit de Belo Horizonte.
En 1919, il fut élu député à la Chambre des députés du Minas Gerais, en tant que membre du Partido Republicano Mineiro (pt) (PRM), un important parti agrarien et oligarchique duquel provenait plusieurs présidents du Brésil des premières décennies du XXe siècle . En 1921, il fut élu en tant que député fédéral, et réélu en 1924. Il défendait déjà des positions autoritaires et s'opposait fermement au tenentismo, mouvement de jeunes officiers militaires partisans d'une réforme politique.
Avec l'appui du gouverneur du Minas Gerais Antônio Carlos, il devient en 1926 secrétaire de l'Intérieur de l'État et impulsa une réforme scolaire, influencée en sous-main par bien des présupposés de l'Escola Nova en faveur d'une généralisation de l'éducation . En 1929, le président Washington Luís établi clairement qu'il préférerait un successeur São Paulo à Antônio Carlos, rompant ainsi avec la politique traditionnelle du café com leite. Le gouverneur du Minas Gerais chargea alors Francisco Campos de trouver une alliance avec les agrariens du Rio Grande do Sul. Peu de temps après, ces négociations aboutirent à la présentation de Getúlio Vargas en tant que candidat des forces gauchistas, l'Aliança Liberal, qui s'opposait au candidat officiel Júlio Prestes. Campos participa alors aux préparatifs du putsch d'octobre 1930, qui mena Getúlio Vargas au pouvoir, mettant fin à la Vieille République.

## Ministre de Getulio Vargas
Il fut alors nommé ministre à l'Éducation et à la Santé, et mit en œuvre une réforme de l'éducation secondaire et universitaire. Le successeur d'Antônio Carlos au poste de gouverneur du Minas Gerais, Olegário Maciel (pt), de tendance fascisante (il fonda le Parti social nationaliste), le nomma représentant mineiro au gouvernement fédéral. Avec Maciel, Campos fut l'un des principaux organisateurs de la Legião de Outubro, une organisation para-militaire fascisante créée pour appuyer le nouveau régime, qui se mit à concurrencer les bases du Parti républicain mineiro.
Campos démissionna du ministère en septembre 1932, et tenta sans succès de se faire élire à l'assemblée constituante du Minas Gerais. En novembre 1933, il réussit à se faire nommer consultor-geral da República à Rio . Avec l'appui des conservateurs, il se fit nommer en décembre 1935 par le préfet Pedro Ernesto secrétaire de l'éducation du district fédéral, remplaçant Anísio Teixeira (pt), accusé d'avoir participé au soulèvement communiste raté (Intentona Comunista) . En tant que tel, il détruit l'Universidade do Distrito Federal.

## Idéologue de l'Estado Novo
Durant cette période, Francisco Campos devint l'un des idéologues les plus en vue de la droite brésilienne, défendant la dictature comme régime approprié à la « société de masses » . Il fut alors avec Vargas et les dirigeants de l'armée brésilienne l'un des principaux instigateurs du coup d'État de novembre 1937 instaurant l'Estado Novo . Nommé Ministre de la Justice quelques jours avant le coup d'État, il fut chargé par Vargas de rédiger la nouvelle Constitution, instaurant un régime autoritaire et corporatiste, marqué par la prééminence du pouvoir fédéral à l'égard des États fédérés et par celle de l'exécutif vis-à-vis du législatif et du judiciaire.
Il quitta temporairement ses fonctions pour raisons de santé en 1941, et son retour l'année suivante se heurta aux revendications de démocratisation qui prenaient plus de force depuis que le Brésil s'était rapproché des Alliés dans le contexte de la Seconde Guerre mondiale. En janvier 1943, il fut nommé représentant du Brésil à la Commission juridique interaméricaine, poste qu'il conserva jusqu'en 1955. En 1944, il finit par soutenir la démocratisation du pays tout en niant le caractère fasciste de la Constitution de 1937. Il participa finalement aux actions entreprises dans les milieux politiques et militaires qui menèrent à la fin de l'Estado Novo.

## Des années 1950 au coup d'État de 1964
Lors des années 1950, il défendit des positions économiquement libérales et agrariennes. Il participa ensuite aux préparatifs du coup d'État de 1964 contre João Goulart, et rédigea les deux premiers Actes institutionnels de la dictature, émettant aussi des suggestions concernant la Constitution de 1967, avant de mourir à Belo Horizonte en 1968.